# La principessa Minerva
La principessa Minerva (プリンセス ミネルバ?, Purinsesu Mineruba) è un OAV prodotto da Group TAC e da Toho Company nel 1995, tratto dall'omonimo videogioco di ruolo della Riverhillsoft. In Italia l'anime è stato distribuito da Yamato Video per il mercato home video.

## Trama
La storia è ambientata nell'immaginario regno di Wisler. Il re è amato dal suo popolo, ma ha una figlia che gli dà un po' di problemi: la sfacciata principessa Minerva. Un giorno Minerva si mette in testa di avere un gruppo di guardie del corpo e per poter scegliere i migliori eroi degni di questo compito, indice un grande torneo. Arrivano i più forti uomini da ogni parte del mondo, ma è Cutey Kamen il più misterioso, anche perché non è altri che la principessa Minerva stessa, che si è travestita e agisce in incognito per l'occasione, pronta a vincere lei il titolo di campione.

## Doppiaggio
Il doppiaggio italiano, a cura della Yamato Video, è stato eseguito presso lo studio di doppiaggio "Divisione Doppiaggio Edizioni" di Milano, sotto la direzione di Sergio Masieri.
| Personaggio              | Voce giapponese    | Voce italiana        |
| ------------------------ | ------------------ | -------------------- |
| Minerva                  | Miki Itō           | Anna Lana            |
| Blue Morris              | Kikuko Inoue       | Patrizia Salmoiraghi |
| Dynaster                 | Masako Katsuki     | Benedetta Laurà      |
| Kesley                   | Rica Matsumoto     | Irene Scalzo         |
| Orlin                    |                    | Paola Della Pasqua   |
| K2                       | Rikako Aikawa      | Davide Garbolino     |
| Lacroix                  | Rei Sakuma         | Dania Cericola       |
| Tyrolia                  | Akio Otsuda        | Luisa Ducato         |
| Rheinatter               | Sakurako Kidai     | Felice Invernici     |
| Master Akan              | Ryōtarō Okiayu     | Antonio Paiola       |
| Tona                     | Junko Iwao         | Marisa Della Pasqua  |
| Telecronista             |                    | Daniele Sassi        |
| Maestro di arti marziali |                    | Raffaele Farina      |
| Fire Precision           | Atsuko Tanaka      | Barbara Sirotti      |
| Ork Of Wind              | Kira Vincent Davis | Gledis Pace          |